# Dominik Nagy
Dominik Nagy (Bóly, Hungría, 8 de mayo de 1995) es un futbolista internacional húngaro que juega de centrocampista en el Nyíregyháza Spartacus F. C. de la Nemzeti Bajnokság I húngara.

## Carrera
Dominik Nagy nació en Bóly, en el condado de Baranya. Empezó a competir en la cantera del Pécsi Mecsek FC antes de ser cedido al Kozármisleny SE de la Nemzeti Bajnokság II húngara. En 2013 se hizo oficial su compra por el Ferencváros de la Nemzeti Bajnokság I, la máxima división de Hungría. Tras tres años en el club, fue traspasado al Legia de Varsovia de Polonia el 31 de agosto de 2016. El 31 de enero de 2018 fue cedido al Ferencváros, retornando en verano a la entidad varsoviana. En enero de 2020 volvió a marcharse cedido, en esta ocasión al Panathinaikos. Tras su retorno a la capital polaca, y sin encontrar hueco en el primer equipo de la plantilla, Nagy negoció su salida del club el 6 de octubre de 2020. Tras haber estado entrenando con el MTK Budapest de la Nemzeti Bajnokság I, el 19 de enero de 2021 oficializó su traspaso por el Budapest Honvéd de la máxima categoría húngara.

## Selección nacional
En noviembre de 2016 recibió su primera convocatoria para la selección de fútbol de Hungría, contra Andorra y Suecia. El 15 de octubre de 2018 anotaría su primera gol con la selección frente a Estonia, en el empate a 3-3 de la Liga C de la Liga de Naciones de la UEFA 2018-19.